# “宝可梦：皮卡丘和可可的冒险”主题曲集
《「宝可梦：皮卡丘和可可的冒险」主題曲集》（日语：「劇場版ポケットモンスター ココ」テーマソング集）是日本創作歌手岡崎體育的一張專輯，同時收錄動畫電影《寶可夢：皮卡丘與可可的冒險》的主題曲，由SME Records於2020年12月23日發行。 

## 概要
《寶可夢：皮卡丘與可可的冒險》（下稱《可可》）原定於2020年7月10日上映，因2019冠状病毒病疫情而延期至同年12月25日，受到部分地區的緊急事態宣言及《鬼滅之刃劇場版 無限列車篇》熱潮等因素夾擊，開畫頭三日僅動員32萬人及錄得3.78億日元收入。而截至2021年2月21日，本電影動員約139萬人及錄得16.33億日元收入，雖然電影在一些影評網站獲得高度評價，但在《精靈寶可夢劇場版》眾多電影成績排名中卻敬陪末席。
本專輯以「通常盤」（SECL-2582）及附有DVD的「初回生產限定盤」（SECL-2580/1）兩種形式發行。這是岡崎體育自2019年1月發行《SAITAMA》以來，相隔接近兩年後的首張專輯。除《可可》全部六首主題曲外，電視動畫《精靈寶可夢 太陽&月亮》中四首由他創作的歌曲也被收納作為附贈曲目。《可可》的全部主題曲均由演唱過《精靈寶可夢 太陽&月亮》主題曲的岡崎親自操刀，這樣由單一藝人創作多首歌曲之安排，是《精靈寶可夢劇場版》系列推出以來的首次嘗試。岡崎早在電影編劇前期就已參與劇情磋商，同時根據編劇設定製作音樂，在每首主題歌中也依照歌曲編排，來指定不同的演唱嘉賓。

## 樂曲解說
《法則之歌》（日语：掟の歌） featuring vocal SiNRiN （岡崎體育&SiM）
本曲在電影開頭的場景中使用，由本電影導演矢島哲生作詞，並作為劇中舞台「子親森林」中的法則歌。它透過將岡崎體育在內的五人所唱出的三層聲音疊加一起而製成，其聲音的厚度讓劇中出現的薩戮德栩栩如生，而且為人留下深刻印象。同時能展現出一種像哈卡舞的力量感，也表達像重金屬樂隊SiM一樣的團結性。另外在電影的中段情節，也使用未收錄在CD上的另一個版本。
《可可》（日语：ココ） featuring vocal Beverly
本曲用作開場的主題歌曲（片頭曲）。矢島導演當初要求歌曲表達出「寶可夢對於養育人類孩子的痛苦和困惑」，但岡崎卻想歌曲去配合開場時主角可可和薩戮德在森林中奔跑的畫面，所以他創作了這首具速度感的歌曲。由於這同時是一首將森林擬人化且具神聖的歌曲，因此岡崎邀請擁有這種詮釋力的菲裔日本歌手Beverly作為演唱嘉賓。
《Show Window》
岡崎本人演唱的歌曲。本曲節奏明快，表達了人們遇到未曾看過的東西、以及到達未曾去過的地方時之興奮，展現出好像把玩具箱打翻似的世界觀。由於它用於電影劇情中段，因此本曲還具有感情切換之作用。本曲於日本時間2021年1月1日凌晨寶可夢公司與国际空间站合作的跨年活動「THE SPACE SUNRISE LIVE 2021」中，在希望號實驗艙內播出。
《森之哼鳴》（日语：森のハミング） featuring vocal 東京都日野市立七生綠小學校合唱團
本曲沒有歌詞，僅作伴奏樂曲。它帶有「像森林精靈在歌唱的形象」，所以岡崎邀請了合唱團來演唱。在歌曲完成錄製後，隨著電影製作的展開，歌曲被矢島導演要求追加40秒。順帶一提，這個合唱團曾演唱《精靈寶可夢 太陽&月亮》片尾曲《心之筆記》。
《不可思議的不可思議的生物》（日语：ふしぎなふしぎな生きもの） featuring vocal 烏龜·松本
電影的主题歌，也是《寶可夢 旅途》第四十八至五十四集在東京電視台首播版本的片尾曲。本曲以父親和孩子作為主題，矢島導演要求本曲要「讓全國各地的父親哭泣」。岡崎透露自己由單親媽媽撫養，而且未曾結婚，也沒有孩子，對於父親形象毫無所知，所以他和身邊有孩子的朋友聊天，從而獲得靈感。後來岡崎認為另一創作歌手烏龜·松本（本名：松本敦）是他想到的第一個「理想父親形象」，所以邀請對方參與演唱。
《我回來了、歡迎回家》（日语：ただいまとおかえり） featuring vocal 木村KAELA
電影的片尾曲。本曲以母性為主題，跟《不可思議的不可思議的生物》相反。岡崎表示，演唱此曲的木村KAELA聲線較高，「有著各種各樣的母性」，具有溫暖氣氛。矢島導演對本曲沒有傳達太多要求，並交予岡崎自由表達。

## 收錄樂曲
| CD   | CD                                                                      | CD       | CD                   | CD   |
| 曲序 | 曲目                                                                    |          | 编曲                 | 时长 |
| ---- | ----------------------------------------------------------------------- | -------- | -------------------- | ---- |
| 1.   | 法則之歌 featuring vocal SiNRiN（岡崎體育&SiM）（）                     | 矢島哲生 | 岡崎體育             | 1:03 |
| 2.   | 可可 featuring vocal Beverly（）                                        | 岡崎體育 | 澤野弘之             | 4:54 |
| 3.   | Show Window                                                             | 岡崎體育 | 岡崎體育、白石紗澄李 | 3:42 |
| 4.   | 森之哼鳴 featuring vocal 東京都日野市立七生綠小學校合唱團（）           |          | 本間昭光、會原實希   | 2:50 |
| 5.   | 不可思議的不可思議的生物 featuring vocal 烏龜·松本（）                  | 岡崎體育 | 野村陽一郎           | 4:48 |
| 6.   | 我回來了、歡迎回家 featuring vocal 木村KAELA（）                        | 岡崎體育 | 野村陽一郎           | 4:39 |
| 7.   | 姿勢（；附贈曲目）                                                      | 岡崎體育 | 岡崎體育             | 3:53 |
| 8.   | 小鬼頭·小丫頭（；附贈曲目）                                             | 岡崎體育 | 白石紗澄李           | 4:04 |
| 9.   | 你的冒險（；附贈曲目）                                                  | 岡崎體育 | 野村陽一郎           | 4:14 |
| 10.  | 心之筆記 featuring vocal 東京都日野市立七生綠小學校合唱團（；附贈曲目） | 岡崎體育 | 本間昭光             | 5:10 |

| 初回生產限定盤附屬DVD | 初回生產限定盤附屬DVD                                                                                  |
| 曲序                  | 曲目                                                                                                   |
| --------------------- | --- |
| 1.                    | 「宝可梦：皮卡丘和可可的冒险」預告篇（1、2、3）（）                                                    |
| 2.                    | 「不可思議的不可思議的生物」短片電影（）                                                               |
| 3.                    | 「姿勢」ver.1, ver.2／「小鬼頭·小丫頭」ver.1, ver.2／「你的冒險」／「心之筆記」 TV動畫無文字版影像（） |
| 4.                    | 「心之筆記」音樂影像（）                                                                               |
| 5.                    | 「心之筆記」製作影像（）                                                                               |